# Copa del Món Femenina de Futbol de 1999
La Copa Mundial Femenina de Futbol 1999 va ser la tercera edició del torneig, i es va jugar als Estats Units. Va ser la primera edició amb setze equips en comptes de dotze.
Els Estats Units van guanyar el seu segon Mundial al derrotar a la Xina als penals. És l'única vegada fins ara que l'amfitrió ha guanyat el Mundial.

## Classificació

### UEFA
- Jugaren en una 2a divisió, sense possibilitat de classificació: Belarús, Bòsnia, Bulgària, Escòcia, Eslovàquia, Estònia, Gal·les, Grècia, Israel, Hongria, Rep. d'Irlanda, Iugoslàvia, Lituània, Polònia, Romania, Turquia, Txèquia.

|    | Grup A        | Grup B         | Grup C             | Grup D         |
| -- | ------------- | -------------- | ------------------ | -------------- |
| 1r | (18) Suècia   | (16) Itàlia    | (13) Noruega       | (18) Dinamarca |
| 2n | (09) Ucraïna  | (10) Finlàndia | (12) Alemanya      | (12) Rússia    |
| 3r | (05) Islàndia | (08) França    | (07) Països Baixos | (06) Portugal  |
| 4t | (02) Espanya  | (00) Suïssa    | (03) Anglaterra    | (00) Bèlgica   |

- Play-off — Alemanya 6-1 Ucraïna, Rússia 4-2 Finlàndia
- Promoció — Espanya 7-1 Escòcia, Suïssa 5-0 Polònia, Anglaterra 6-2 Romania, Iugoslàvia 4-1 Bèlgica

### AFC
|    | Grup A        | Grup B             | Grup C            |
| -- | ------------- | ------------------ | ----------------- |
| 1r | (9) Japó      | (9) China          | (6) Taiwan        |
| 2n | (6) India     | (6) Corea del Nord | (3) Corea del Sud |
| 3r | (3) Hong Kong | (3) Uzbekistàn     | (0) Kazakhstan    |
| 4t | (0) Guam      | (0) Filipines      |                   |

- Play-off — Corea del Nord 1-0 Japó, Xina 10-0 Taiwan
- Repesca — Japó 2-0 Taiwan

### CAF
- Eliminats a la fase prèvia: Guinea, Uganda, Swazilàndia.

|    | Grup A           | Grup B         |
| -- | ---------------- | -------------- |
| 1r | (9) Nigèria      | (6) Ghana      |
| 2n | (4) RD del Congo | (3) Camerun    |
| 3r | (4) Marroc       | (0) Sud-àfrica |
| 4t | (0) Egipte       |                |

- Play-off — Nigèria 6-0 Camerun, Ghana 4-1 RD del Congo (pr)

### CONCACAF
- Eliminat a la 1a prèvia: Hondures.
- Eliminats a la 2a prèvia: El Salvador, Guayana, Haití.

|    | Grup A          | Grup B                |
| -- | --------------- | --------------------- |
| 1r | (9) Canadà      | (7) Mèxic             |
| 2n | (6) Guatemala   | (6) Costa Rica        |
| 3r | (3) Martinica   | (4) Trinidad i Tobago |
| 4t | (0) Puerto Rico | (0) Haití             |

- 1r Play-off — Canadà 2-0 Costa Rica, Mèxic 8-0 Guatemala
- 2n Play-off — Canadà 1-0 Mèxic

### CONMEBOL
|    | Grup A         | Grup B         |
| -- | -------------- | -------------- |
| 1r | (12) Brasil    | (12) Argentina |
| 2n | (09) Perú      | (07) Equador   |
| 3r | (06) Colòmbia  | (06) Paraguai  |
| 4t | (03) Xile      | (02) Uruguai   |
| 5è | (00) Veneçuela | (01) Bolívia   |

- 1r Play-off — Brasil 11-1 Equador, Argentina 1-1 Perú (p)
- 2n Play-off — Brasil 7-0 Argentina

### Play-off CONCACAF-CONMEBOL
| Clas. | Mèxic (6-2)     |
| Elim. | Argentina (2-6) |

### OFC
|    | Grup A           | Grup B                |
| -- | ---------------- | --------------------- |
| 1r | (6) Nova Zelanda | (6) Austràlia         |
| 2n | (3) Fiji         | (3) Papua Nova Guinea |
| 3r | (0) Samoa        | (0) Samoa Americana   |

- 1r Play-off — Nova Zelanda 5-0 Papua Nova Guinea, Austràlia 17-0 Fiji
- 2n Play-off — Austràlia 3-1 Nova Zelanda

## Fase de grups
|    | Grup A             | Grup B       | Grup C      | Grup D        |
| -- | ------------------ | ------------ | ----------- | ------------- |
| 1r | (9) Estats Units   | (7) Brasil   | (9) Noruega | (9) Xina      |
| 2n | (6) Nigèria        | (5) Alemanya | (6) Rússia  | (6) Suècia    |
| 3r | (3) Corea del Nord | (4) Itàlia   | (1) Canadà  | (1) Austràlia |
| 4t | (0) Dinamarca      | (0) Mèxic    | (1) Japó    | (1) Ghana     |

## Eliminatòries finals
|  | Quarts de final | Quarts de final |                   |         | Semifinals  | Semifinals  |  |  | Final | Final |
|  |                 |                 |                   |         |             |             |  |  |       |       |
|  |                 |                 |                   |         |             |             |  |  |       |       |
|  |                 |                 |                   |         |             |             |  |  |       |       |
|  | Estats Units    | 3               |                   |         |             |             |  |  |       |       |
|  | Estats Units    | 3               |                   |         |             |             |  |  |       |       |
|  | Alemanya        | 2               |                   |         |             |             |  |  |       |       |
|  | Alemanya        | 2               | Estats Units      | 2       |             |             |  |  |       |       |
|  |                 |                 | Estats Units      | 2       |             |             |  |  |       |       |
|  |                 | Brasil          | 0                 |         |             |             |  |  |       |       |
|  | Brasil (pr.)    | Brasil          | 0                 | 4       |             |             |  |  |       |       |
|  | Brasil (pr.)    |                 |                   | 4       |             |             |  |  |       |       |
|  | Nigèria         | 3               |                   |         |             |             |  |  |       |       |
|  | Nigèria         | 3               | Estats Units (p.) | 0       |             |             |  |  |       |       |
|  |                 |                 | Estats Units (p.) | 0       |             |             |  |  |       |       |
|  |                 | Xina            | 0                 |         |             |             |  |  |       |       |
|  | Noruega         | Xina            | 0                 | 3       |             |             |  |  |       |       |
|  | Noruega         |                 |                   | 3       |             |             |  |  |       |       |
|  | Suècia          | 1               |                   |         |             |             |  |  |       |       |
|  | Suècia          | 1               | Noruega           | 0       | Tercer lloc | Tercer lloc |  |  |       |       |
|  |                 |                 | Noruega           | 0       | Tercer lloc | Tercer lloc |  |  |       |       |
|  |                 | Xina            | 5                 |         |             |             |  |  |       |       |
|  | Xina            | Xina            | 5                 | 2       | Brasil (p.) | 0           |  |  |       |       |
|  | Xina            |                 |                   | 2       | Brasil (p.) | 0           |  |  |       |       |
|  | Rússia          | 0               |                   | Noruega | 0           |             |  |  |       |       |
|  | Rússia          | 0               |                   |         | 0           |             |  |  |       |       |
|  |                 |                 |                   |         |             |             |  |  |       |       |
|  |                 |                 |                   |         |             |             |  |  |       |       |